# Projektekonomi
Projektekonomi är en arbets- och anställningsform som råder inom en del av tjänstesektorn. Den har uppkommit när arbetsmarknaden förändrats till följd av utvecklingen av digitala plattformar, men även ändrade attityder till arbete hos framför allt unga. Till skillnad från delningsekonomin och framför allt gigekonomin, där frilansare får betalt för att utföra samma typ av uppgift eller uppdrag för en kunds räkning, får en frilansare eller konsult som jobbar med projekt betalt för att leverera hela eller en betydande delar av ett företags affärsprojekt. 

## Projektekonomin i världen
I Storbritannien, där projektekonomin har verkat längre, räknar man med att projektbaserade konsulter och frilansare står för cirka 73% - eller 104 miljarder pund – av den totala omsättningen för professionella frilansare. Gigbaserade arbeten står däremot endast för 14% (20 miljarder pund) av den totala omsättningen. Resterande utgörs av så kallade portfoliokonsulter, vilka gör en mängd olika arbeten – både gig och projekt. Det uppskattas att 4,8 miljoner människor är egenanställda frilansare i Storbritannien, varav 2,1 miljoner av dessa jobbar med projekt snarare än gig. 
Det amerikanska plattformsföretaget Upwork presenterade i sin rapport 2019 tillsammans med Freelancer Union hur projektekonomi blir allt vanligare i USA. 58 miljoner amerikanare hade frilansat under året och hela 28% av dem såg på det som en långsiktig karriär och ett heltidsjobb. I rapporten framgick det även att hela 77% av frilansarna angett att teknologin har gjort det enklare att hitta arbete som frilansare, vilket är en stor skillnad sedan bara tre år tillbaka. 
Konsultföretaget McKinsey förutspår i sina prognoser att upp till 540 miljoner människor runt om i världen kommer kunna att få jobb via digitala plattformar år 2025. Genom plattformarna kommer företag och arbetstagare få bättre matchning av efterfrågan och kunskap och på så sätt få ett högre deltagande på arbetsmarknaden med ökad produktivitet som följd. Totalt förväntas digitala plattformar att öka den globala BNP:en med 2%, eller cirka 2,7 biljoner USD. 

## Projektekonomin i Sverige
Under 2018 startades över 66 000 nya företag i Sverige och över 50% av dessa är enskilda firmor. Över hälften av alla företag som startas i Sverige är inom tjänstesektorn (64.4%). 
Utöver enskilda firmor har även egenanställning vuxit som anställningsform. Mellan 2011 och 2018 så har marknaden för egenanställning vuxit från 154 miljoner kronor till 1,46 miljarder.  Egenanställningsföretag har öppnat upp för nya typer av projektuppdrag för en bred typ av yrkeskategorier inom tjänstesektorn.